# Атмосфера Меркурія
Атмосфера Меркурія — розріджена газова оболонка планети Меркурій, головним джерелом якої є сонячний вітер.

## Склад атмосфери
Екзосфера Меркурія складається з різних елементів, що походять або з сонячного вітру, або з планетарної кори. Першими відкритими складовими були атомарний водень (H), гелій (He) й атомарний кисень (O), які спостерігалися за допомогою фотометра ультрафіолетового випромінювання космічного зонда «Марінер-10» в 1974 році. За оцінками, приповерхневі концентрації цих елементів варіюються від 230 см−3 для водню до 44 000 см−3 для кисню з проміжною концентрацією гелію. У 2008 році зонд MESSENGER підтвердив наявність атомарного водню, хоча його концентрація виявилася вищою, ніж оцінка 1974 року. Вважається, що водень і гелій екзосфери надходять із сонячного вітру, тоді як кисень, ймовірно, надходить з поверхні планети. Водень і гелій дифундують у магнітосферу, і потім повертаються в космос. Екзосфера Меркурія постійно еволюціонує: попри те, що сонячний вітер здуває атмосферу, тепло від Сонця впродовж меркуріанського дня нагріває кору, що призводить до утворення газової оболонки. Через це елементи в ній зберігаються, інакше кальцій зник би за 1 годину, а магній — за 2—3 земних доби. 
Четвертим елементом, який було виявлено в екзосфері Меркурія, став натрій (Na). 1985 року Дрю Поттер і Том Морган відкрили його при спостереженні емісійних ліній Фраунгофера на частотах 589—589,6 нм. Середня граматура цього елемента становить близько 1011/см−2. Вчені помітили, що натрій концентрується біля полюсів, утворюючи світлі плями. Його концентрація також збільшується поблизу світанкового термінатора, на відміну від сутінкового термінатора. Деякі дослідження стверджують про кореляцію вмісту натрію з певними поверхневими особливостями, такими як Рівнина Спеки або радіояскраві плями. Однак ці результати залишаються суперечливими. Через рік після відкриття натрію Поттер і Морган повідомили, що калій (K) також наявний в екзосфері Меркурія, хоча він має вдвічі меншу граматуру, ніж у натрію. Властивості й просторовий розподіл цих двох елементів в іншому дуже схожі. 
При прольоті космічного апарата «Марінер-10» повз Меркурія було встановлено наявність у планети гранично розрідженої атмосфери, тиск якої в 5·10^11 разів менший тиску земної атмосфери. У таких умовах атоми частіше стикаються з поверхнею планети, ніж один з одним. Атмосферу складають атоми, захоплені з сонячного вітру або вибиті сонячним вітром з поверхні, — гелій, натрій, кисень, калій, аргон, водень. Середній час життя окремого атома в атмосфері — близько 200 діб.
Радіоактивний розпад елементів у корі Меркурія є іншим джерелом гелію й аргону-40, який утворюється в результаті розпаду слабкорадіоактивних природних ізотопів калію-40. Наявні водяні пари, що виділяються в результаті низки процесів, таких як удари комет об поверхню планети, із водню сонячного вітру й кисню, що міститься в оксидах порід і мінералів, сублімація льоду, який можливо є в постійно затінених полярних кратерах. Виявлення значної кількості пов'язаних із водою іонів, таких як O+, OH- і H2O+, стало несподіванкою для дослідників.
1998 року було виявлено кальцій (Ca), з граматурою втричі меншою за натрій. Спостереження, проведені апаратом MESSENGER у 2009 році, показали, що кальцій зосереджений переважно поблизу екватора — на відміну від натрію та калію. Подальші спостереження Мессенджера, про які повідомлялося у 2014 році, зазначають, що атмосфера поповнюється речовинами, випаруваними з поверхні через метеори, як спорадичні, так і з метеорного потоку, пов'язаного з кометою Енке.
У 2008 році спектрометр швидкої візуалізації (англ. Fast Imaging Plasma Spectrometer, FIPS) апарата MESSENGER виявив кілька молекул й іонів в околицях Меркурія, включаючи H2O+ (іонізована водяна пара) і H2S+ (іонізований сірководень). Їх вміст щодо натрію становить близько 0,2 і 0,7 відповідно. Також наявні інші іони, такі як H3O+ (гідроксоній), OH (гідроксил), O2+ і Si+. Під час прольоту 2009 року ультрафіолетовий та видимий спектрометр (англ. Ultraviolet and Visible Spectrometer, UVVS), а також спектрометр атмосфери та складу поверхні Меркурія (англ. Mercury Atmospheric and Surface Composition Spectrometer, MASCS) на борту космічного апарата MESSENGER вперше виявили магній в екзосфері Меркурія. Приповерхневий вміст цього компонента приблизно можна порівняти з вмістом натрію.

## Характеристики
Ультрафіолетові спостереження «Марінер-10» встановили верхню межу поверхневої щільності екзосфери на рівні близько 105 частинок на кубічний сантиметр. Це відповідає поверхневому тиску менше 10−12 бар (1 нПа). Загальна маса всієї атмосфери становить менше 10  т.
Середня температура становить — 167 °C. Температура екзосфери Меркурія залежить від виду, а також від географічного положення. Для екзосферного атомарного водню температура, мабуть, становить близько 420 К, це значення було отримано як Mariner 10, так і MESSENGER. Температура для натрію набагато вище. Вона сягає 750-1500 К на екваторі і 1500-3500 К на полюсах. Деякі спостереження показують, що Меркурій оточений гарячою короною атомів кальцію з температурою від 12 000 до 20 000 K. На початку 2000-х років було проведено моделювання натрію в екзосфері Меркурія та його часових варіацій, щоб виявити процес витоку, який постачав види кори в екзосферу. Перевірялися такі процеси: випаровування, дифузія з надр, розпилення фотонами та енергетичними іонами, хімічне розпилення фотонами та метеоритне випаровування. Однак випаровування забезпечує найсильнішу відповідність, якщо порівнювати зміни в натрієвій екзосфері з сонячною відстанню та часом доби зі спостереженнями за натрієвим хвостом Меркурія 2001 року.

## Походження іонів води
Так як значне число цих іонів було знайдено в навколишньому Меркурію космосі, вчені припустили, що вони утворилися з молекул води, зруйнованих на поверхні або в екзосфері планети сонячним вітром.

## Атмосферний хвіст
5 лютого 2008 група астрономів з Бостонського університету під керівництвом Джеффрі Бомгарднера оголосила про відкриття у Меркурія кометоподібного хвоста довжиною понад 2,5 млн км. Виявили його при спостереженнях з наземних обсерваторій в дублетній спектральній лінії натрію. До цього було відомо про хвіст довжиною не більше 40 тис. км. Перше зображення хвоста цією групою було отримано в червні 2006 року за допомогою 3,7-метрового телескопа Військово-повітряних сил США обсерваторії на горі Халеакала (Гаваї), а потім використовували ще три менших інструменти: один на Халеакала і два на обсерваторії Макдональд (штат Техас). Телескоп з 4-дюймовою апертурою (100 мм) використовувався для створення зображення з великим полем зору. Зображення довгого хвоста Меркурія було отримано в травні 2007 року Джоді Вілсоном (старший науковий співробітник) і Карлом Шмідтом (аспірант). Видима кутова довжина хвоста для спостерігача із Землі становить близько 3°.
Нові дані про хвіст Меркурія з'явилися після другого і третього прольоту АМС «Мессенджер» на початку листопада 2009 року. На основі цих даних співробітники НАСА змогли запропонувати модель даного явища.
Апарат MESSENGER зафіксував сезонні зміни під час прольотів повз Меркурій шляхом спостереження його натрієвого хвоста, адже зміна натрієвого хвоста пов'язана зі зміною світлового тиску. Під час другого прольоту хвіст був добре розвинений, а під час третього — майже відсутній. Це пояснюється тим, що під час другого прольоту зонда MESSESGER планета перебувала близько точки з найбільшим світловим тиском, а під час третього — перемістилася ближче до точки з найменшим.